# Gabriela Pianko

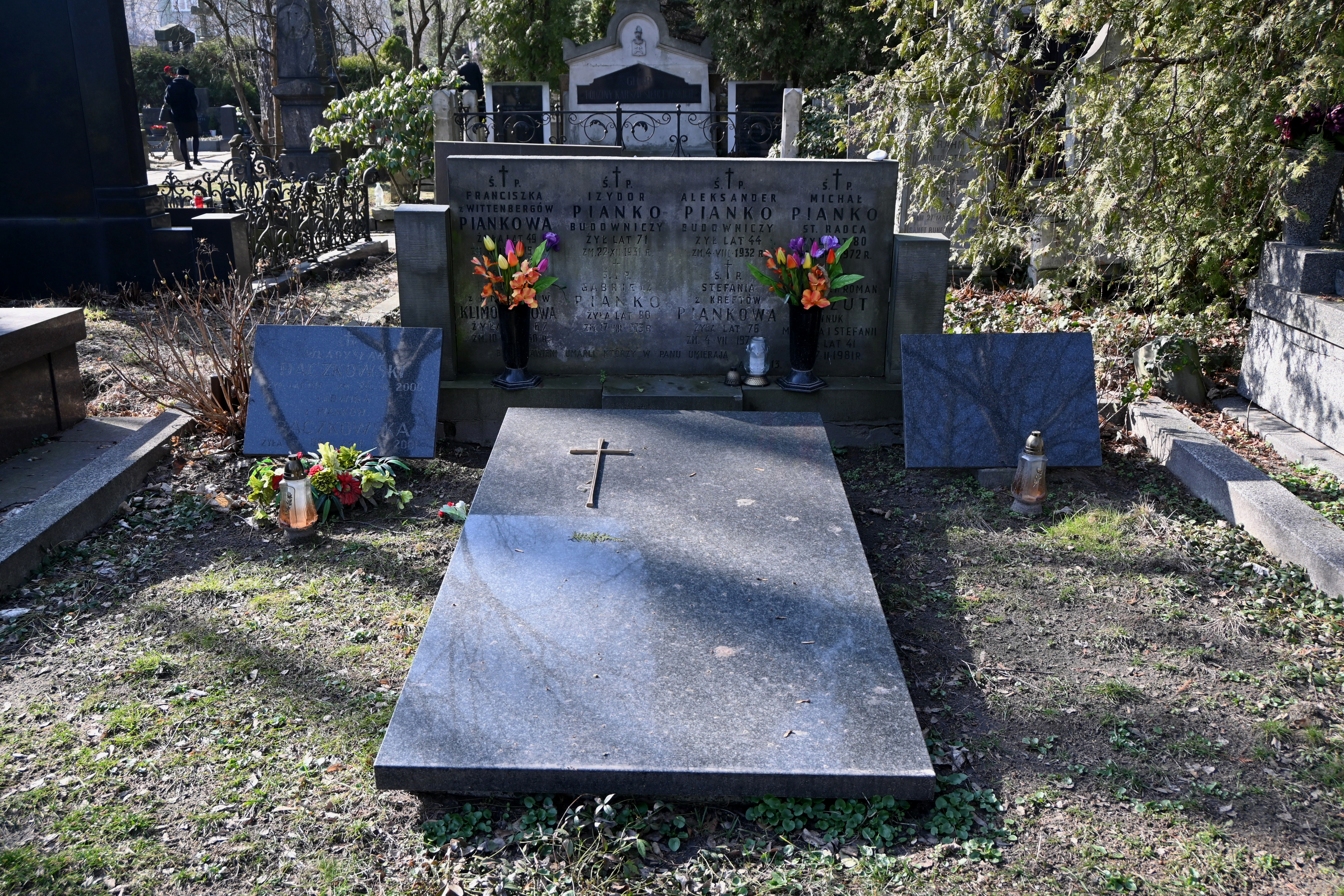
Grób Gabrieli Pianko na Cmentarzu ewangelicko-reformowanym w Warszawie

Gabriela Pianko (ur. 19 grudnia 1893 w Warszawie, zm. 16 sierpnia 1973 w Warszawie) – polska filolog klasyczna, uczennica Tadeusza Zielińskiego, pierwsza kobieta wchodząca w skład Konsystorza Kościoła Ewangelicko-Reformowanego w RP.
Była córką architekta Izydora Pianko (1861–1931) i Franciszki z Wittenbergów, jej młodszą siostrą była Eugenia, żona Władysława Szenajcha.
Pochodziła z rodziny żydowskiej, która w 1896 roku przyjęła chrzest w wyznaniu ewangelicko-reformowanym i która była zaangażowana w życie kościoła; członkiem konsystorza był jej brat Michał Pianko (1892–1972).
W latach 1955–1967 wchodziła w skład Konsystorza Kościoła. Została też pierwszą kobietą w historii, która do niego weszła. Po jej ustąpieniu, pierwszą prezeską Konsystorza została Zofia Lejmbach. Została pochowana w grobie rodzinnym na cmentarzu ewangelicko-reformowanym w Warszawie (kwatera O-3-6).

## Wybrane publikacje
- (przekład) Tadeusz Zieliński, Religja hellenizmu, z upoważn. aut. przeł. Gabriela Piankówna, Warszawa: J. Mortkowicz 1925.
- (przekład) Alfredo Panzini, Latarka Diogenesa, z upoważnienia aut. przeł. Gabriela Pianko, Lwów: Książnica-Atlas 1939.
- Galli Anonymi Chronicon Codicis saeculi 14 Zamoscianus appellati reproductio paleographica, edidit praef. instruxit Julianus Krzyżanowski, wstęp na łac. przeł. Gabriela Pianko i Lidia Winniczuk, Varsaviae: Societas Scientiarum Varsaviensis 1948.
- De Timonis Phliasii Sillorum dispositione, Wratislaviae: Ed. auxilio Min. Instructionis – Warszawa: Państwowe Zakłady Wydawnictw Szkolnych 1949.
- Epos, Warszawa: Polskie Towarzystwo Filologiczne. Koło Warszawski 1949.
- Filologia klasyczna w Polsce: bibliografia, t. 1: Za lata 1945-1949, Warszawa: Ministerstwo Szkół Wyższych i Nauki 1952.
- Praca pisarza, księgarza i bibliotekarza w starożytności, Warszawa: Państwowe Wydawnictwo Naukowe 1955.
- (redakcja) Plutarch z Cheronei, Jak młodzież powinna słuchać poetów, przekł. pod kier. Kazimierza Kumanieckiego, red., wstęp, koment. i słowniczek Gabriela Pianko i Lidia Winniczuk, Warszawa: Państwowe Wydawnictwo Naukowe 1957.
- (redakcja) Jana Długosza Banderia Prutenorum, wyd. Karol Górski, przekł. wstępu i objaśn. na łac. Gabriela Pianko, Lidia Winniczuk, Warszawa: Państwowe Wydawnictwo Naukowe 1958.
- Filologia klasyczna w Polsce: bibliografia, t. 2: Za lata 1950-1954, Warszawa: Państwowe Wydawnictwo Naukowe 1958.
- (redakcja) Mała encyklopedia kultury świata antycznego, t. 1: A-Ł, red. Gabriela Pianko, Warszawa: Państwowe Wydawnictwo Naukowe 1958.
- Bibliografia Eos i innych wydawnictw Polskiego Towarzystwa Filologicznego 1894-1959, Wratislaviae: "Ossolineum" 1960.
- (przekład) Charles Norris Cochrane, Chrześcijaństwo i kultura antyczna, przeł. Gabriela Pianko, Warszawa: "Pax" 1960.
- (przekład) Marek Tulliusz Cycero, Wybór listów, przeł. Gabriela Pianko, oprac. Marian Plezia, Wrocław: Zakład Narodowy im. Ossolińskich 1962 (wyd. 2 – Wrocław: Zakład Narodowy im. Ossolińskich – Warszawa: we współpr. z De Agostini Polska 2004).
- Philippus Callimachus, Epistulae selectae, ed. et in linguam Polonam vertit: Latinas Irmina Lichońska, Italicas Gabriela Pianko,  comment. hist. Thaddaeus Kowalewski, Wratislaviae: Zakład Narodowy im. Ossolińskich Wydawnictwo PAN 1967.
- (redakcja) Horacy, Pieśni, przeł. Stefan Gołębiowski, przypisy i skorowidz oprac. Gabriela Pianko i Lidia Winniczuk, Warszawa: Ludowa Spółdzielnia Wydawnicza 1972.
- (przekład) Katechizm Heidelberski, przekł. filologiczny z niem. Gabriela Pianko, oprac. literackie i red. Barbara Stahl, Warszawa: Konsystorz Kościoła Ewangelicko-Reformowanego 1988.
- (przekład) Tadeusz Zieliński, Religia starożytnej Grecji: zarys ogólny. Religia hellenizmu, tł. z ros. Gabriela Pianko, Wrocław: Zakład Narodowy im. Ossolińskich 1991.